# Keanu Reeves
Keanu Charles Reeves (engelskt uttal: [keɪˈɑːnuː]), född 2 september 1964 i Beirut i Libanon, är en kanadensisk skådespelare. Han fick sitt genombrott med komedin Bill och Teds galna äventyr (1989) och blev en internationellt erkänd stjärna med actionfilmen Speed (1994). Han har därefter fortsatt i actiongenren med filmserierna Matrix och John Wick.

## Biografi

### Uppväxt
Keanu Reeves föddes i Beirut i Libanon när hans mor Patricia Taylor (född 1944), en brittisk kostymdesigner, var där för att arbeta. Där träffade hon amerikanen Samuel Nowlin Reeves Jr. (1942-2018), som var ifrån och hade rötter i Hawaii. Fadern övergav familjen när Keanu var 3 år gammal. Reeves träffade sin far för sista gången i Kauai när han var 13.
Efter föräldrarnas skilsmässa 1966 flyttade Reeves och hans mor till Sydney. De flyttade 1970 till New York där hans mor träffade regissören Paul Aaron. Paret flyttade till Toronto men skilde sig 1971. Aaron och Keanu förblev nära och han ordnade en roll åt Reeves i en teaterproduktion av Damn Yankees när han var nio år gammal. Aaron fortsatte att ge honom råd och rekommenderade Reeves för olika jobb. Reeves mor gifte sig sedan med musikagenten Robert Miller. De skilde sig 1980. Reeves och hans syster växte mestadels upp i området Yorkville i Toronto med deras nanny.
Reeves mor uppfostrade honom med brittiska seder och uppförande. Med hans intresse för brittisk humor, särskilt TV-serien The Two Ronnies, så är det seder han använder än idag. Han uppfostrades också omkring kinesisk konst, möbler och mat från hans farmors kinesiska arv. Reeves har beskrivit sig själv som ett barn med personlig integritet och något frispråkig vilket gjort att han gått på fyra olika skolor varav han blev avstängd från en. Han lider också av dyslexi vilket bidrog till att han inte var så bra i skolan. När han kom upp i ålder så var han en duktig hockeymålvakt och ville vara med i det kanadensiska OS-laget men bestämde sig för att satsa på skådespelandet när han blev 15. Han började på ett alternativt gymnasium så att han kunde arbeta som skådespelare vid sidan om studierna men hoppade av när han var 17. Han fick sedan ett Green Card genom sin amerikanska styvfar och flyttade till Los Angeles tre år senare.

### Tidig karriär
Reeves började 1984 som korrespondent för det kanadensiska public service bolaget Canadian Broadcasting Corporation i ungdomsprogrammet Going Great. Samma år gjorde han sin skådespelardebut i den kanadensiska komediserien Hangin' In. Han medverkade också i några mindre teaterproduktioner där han bland annat spelade Mercutios i Romeo och Julia. När han syntes i kortfilmen One Step Away (1985) fick han en agent som tyckte att hans förnamn var något för etnisk kopplat. Keanu provade att gå på några provspelningar som "K.C" och "Casey" men gick snabbt tillbaka till Keanu.

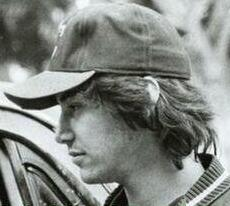
Keanu Reeves 1986.

Reeves medverkade 1986 i en rad TV-filmer innan han fick sin första roll på stora duken som målvakt i Youngblood (1986). Samma år medverkade han också i lågbudgetfilmen Flying och ungdomsfilmen Vid flodens strand som fick premiär på Torontos Internationella Filmfestival och gav Reeves några positiva omdömen bland kritiker. Han fortsatte få roller i filmer riktade åt ungdomar med Dagen efter kvällen före (1988), The Prince of Pennsylvania (1988) och Permanent Records (1988) där den sistnämnda kom att bli hans första huvudroll. Han medverkade samma år i en biroll i Farligt begär tillsammans med Glenn Close, John Malkovich och Michelle Pfeiffer. Filmen kom att bli nominerad till sju Oscars varav den plockade hem tre.

### Genombrott
Reeves fick sitt genombrott med rollen som slackern Ted Logan som reser genom tiden i Bill och Teds galna äventyr (1989). Filmen fick ett gott mottagande och ansågs vara en succé. Den kom också att bli en kultfilm. Han fortsatte med komedier även i den Ron Howard regisserade Föräldraskap (1989) samt Jag älskar dig till döds (1990) och Crazy Radio Days (1990). Han repriserade sin roll som Ted Logan i uppföljaren Bill & Teds galna mardrömsresa (1991), vilket blev en än större framgång än föregångaren.
Reeves tog sig sedan an något seriösare roller i de två filmerna På drift mot Idaho (1991) och Point Break – dödens utmanare (1991). Båda kom att bli framgångsrika hos både publik och kritiker. Reeves blev kritikerrosad för sina insatser. Han medverkade sedan i Francis Ford Coppolas film Bram Stokers Dracula (1992) vilken blev en kommersiell framgång och en kritikerfavorit. Reeves blev något hånad för sin brittiska accent. Han fick också motgångar med sin nästa film Mycket väsen för ingenting (1993). Även om filmen mottogs ganska väl av kritiker så blev Reeves nominerad till Sämsta biroll på Golden Raspberry Award.
Han medverkade bredvid Sandra Bullock och Dennis Hopper i Speed (1994). Det var den holländska regissören Jan de Bonts debutfilm och han valde Reeves framför stora skådespelare som Tom Hanks och Tom Cruise efter hans insats i Point Break – dödens utmanare. Filmen och Reeves kom att bli kritikerrosade. Den spelade också in 350 miljoner dollar mot en 30 miljoner dollar budget och blev därmed det årets femte mest inkomstbringande film. Den tilldelades två Oscars i kategorierna Bästa Ljud och Bästa Ljudeffekter. Filmen etablerade honom som en internationell filmstjärna.

### Motgångar
Reeves kom att ha svårt att följa upp succén med Speed och hans nästa huvudroll i filmen Johnny Mnemonic (1995) blev brutalt sågad och floppade på biograferna. Även det romantiska dramat från samma år, En vandring bland molnen, fick ett mediokert mottagande. Samma år återvände han till teaterscenen i Winnipeg och spelade Hamlet där han fick mycket goda recensioner. Han medverkade tillsammans med Morgan Freeman och Rachel Weisz i Efterlyst (1996) som även den blev brutalt sågad och floppade på biograferna.
Vid den här tidpunkten blev Reeves erbjuden 12 miljoner dollar för att medverka i Speed 2: Cruise Control (1997) vilket han tackade nej till. Det ska ha gjort att filmbolaget 20th Century Fox inte ville jobba med Reeves på nästan ett decennium. Istället gjorde han filmerna Feeling Minnesota (1996) och The Last Time I Committed Suicide (1997) som båda blev sågade. Han gick sedan ner flera miljoner i lön för att medverka sidan om Al Pacino i Djävulens advokat (1997). Pacino var så dyr vid denna tidpunkt att de inte fick ihop budgeten på annat sätt. Filmen fick ett bra mottagande men blev ingen succé.

### Matrix
Reeves medverkade i den kritikerrosade science fiction-filmen Matrix (1999) där han hade huvudrollen som Neo. Filmen blev en enorm framgång och ett populärkulturellt fenomen. Den skrevs och regisserades av syskonen Wachowski och handlar om hur programmeraren Thomas Anderson som använder aliaset Neo, upptäcker att mänskligheten är fångade i en datorsimulering. För att förbereda sig för rollen genomgick Reeves och de andra medverkande flera månaders träning av kampsport. Först flera år senare avslöjade regissörerna att filmen symboliserade transpersoners resa till sitt rätta kön.
Efter succén med Matrix ville Reeves undvika att hamna i ytterligare en succé och gjorde den något mer lättsamma komedin The Replacements (2000). Han gick ner i lön för att Gene Hackman skulle få medverka. Samma år medverkade han motvilligt i The Watcher. Han påstod att det var en kompis som förfalskade hans underskrift på kontraktet och för att undvika en rättegång så fullföljde han kontraktet. Filmen kom att bli sågad. Det året syntes han också bredvid Cate Blanchett i The Gift. Filmen fick blandad kritik men blev en framgång. 2001 syntes han i de två filmerna Ljuva november och Hardball som gick ganska obemärkt förbi bland biobesökarna, för att 2002 inte medverka i någon film alls.
Reeves repriserade sin roll som Neo år 2003 i de två uppföljarna The Matrix Reloaded och The Matrix Revolutions. Filmerna spelades in samtidigt och The Matrix Reloaded fick premiär i maj månad. Den fick ett gott mottagande och spelade in 739 miljoner dollar vilket var långt över föregångaren. Den tredje filmen i serien, The Matrix Revolutions, fick premiär i november men rönte inte alls samma framgång. Den blev ändå en kommersiell succé och spelade in 427 miljoner dollar. Däremellan släpptes även The Animatrix, en samling animerade kortfilmer om Matrixuniversumet där Reeves gjorde rösten till Neo.

### Etablerad karriär

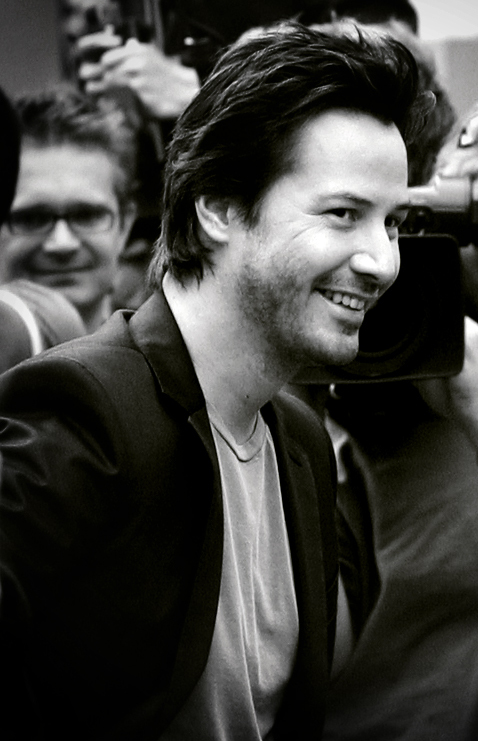
Keanu Reeves på premiären av Huset vid sjön 2006.

Reeves hade sedan titelrollen i superhjältefilmen Constantine (2005) som trots blandade recensioner blev en kommersiell framgång. Han kritikerrosades för sin roll i Thumbsucker (2005). Även för sin nästa roll i filmen A Scanner Darkly (2006) blev Reeves hyllad, även om hans medspelare Robert Downey Jr. fick den största uppmärksamheten. Filmen blev annars en flopp. Reeves återförenades med Sandra Bullock i Huset vid sjön (2006), en nyinspelning av den koreanska filmen Il Mare (2000). Trots dåliga recensioner blev den en framgång hos biopubliken.
Reeves medverkade sedan i en rad filmer som inte alls mottogs särskilt bra varken hos kritiker eller publiken: däribland Street Kings (2008), The Day the Earth Stood Still (2008), The Private Lives of Pippa Lee (2009), Henry's Crime (2010) och Generation Um... (2012). Den sistnämnda kom också att kallas för Reeves sämsta film i karriären. The Day the Earth Stood Still nominerades till sämsta adaption på Golden Raspberry Award.
Reeves spelade huvudrollen i sin egen regidebut Man of Tai Chi (2013). Filmen var flerspråkig och handlade om en ung man som söker sig till arrangerade underground slagsmål. Filmen spelades in i Kina och i Hong Kong. Den hyllades i Asien medan resten av världen hade en medioker inställning till filmen. Regissören John Woo hyllade den. Den spelade dock bara in 5,5 miljoner dollar av sin 25 miljoner dollar budget och blev en flopp. Samma år medverkade Reeves även i filmen 47 Ronin som också blev en flopp. Den fick dessutom så dåliga recensioner att filmbolaget Universal drog tillbaka all marknadsföring för filmen.

### John Wick
Efter en rad floppar återvände Reeves till actiongenren med filmen John Wick (2014) där han spelade titelrollen som en pensionerad lönnmördare som söker hämnd över sin dödade hund. Reeves arbetade nära manusförfattaren för att rollen skulle nå sin fulla potential. Reeves ansågs ha hittat rätt i sin roll där till exempel Jeannette Catsoulis från The New York Times skrev: "han är alltid mer bekväm i roller som kräver coolt framför het, attityd över känslor." Filmen blev en kommersiell framgång. Han medverkade sedan i de två flopparna Knock Knock (2015) och Exposed (2016). Komedin Keanu (2016) där han gör rösten åt en animerad katt mottogs bättre. Han medverkade också i den danska regissören Nicolas Winding Refn film The Neon Demon (2016). Han hyllades sedan för sin insats i The Whole Truth (2016). Han medverkade också bredvid svenska skådespelare i webserien Swedish Dicks (2016–2018).
Reeves repriserade sedan sin roll i uppföljaren John Wick: Chapter 2 (2017) som fortsätter precis där första filmen slutade. Han hyllades för sin insats och filmen blev en kommersiell framgång som drog in mer intäkter än föregångaren. Samma år fick han också goda recensioner för sin medverkan i filmen To the Bone. Han återförenades med Winona Ryder i komedin Destination Wedding (2018) innan han samma år producerade och spelade i de båda flopparna Siberia och Replicas. Båda filmerna blev också rejält sågade.
Reeves repriserade sin roll en tredje gång i John Wick: Chapter 3 – Parabellum (2019) som också tog vid exakt där föregångaren slutade. Kritiker hade blivit något mättade på handlingen men hyllade actionscenerna och Reeves insats. Filmen drog in än mer än sina föregångare. Reeves blev även nominerad till Favorite Male Movie Star of 2019 av People's Choice Awards. Han medverkade sedan som rösten till Duke Caboom i Toy Story 4 (2019). Samma år hölls en filmfestival i Reeves ära i Glasgow som gick under namnet KeanuCon. Under två dagar visades nio filmer med Reeves.

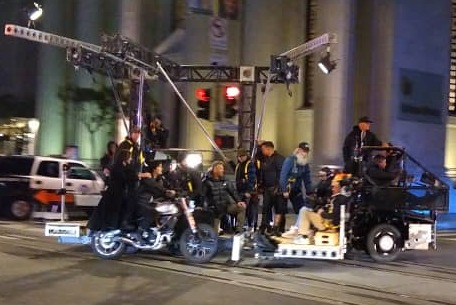
Keanu Reeves och Carrie-Anne Moss på inspelningen av The Matrix Resurrections (2021) i San Francisco.

Redan 2008 hade det pratats om en tredje film med Bill & Ted och 2020 repriserade Reeves rollen som Ted Logan i Bill & Ted Face the Music. Filmen och Reeves fick till största del negativa recensioner. Samma år medverkade han i TV-spelet Cyberpunk 2077 som röst och som motion capture. Han repriserade sedan även sin roll som Neo i The Matrix Resurrections (2021). Filmen presterade dåligt på biograferna och spelade inte ens in sina kostnader. Reeves och hans motspelerska Carrie-Anne Moss fick däremot ett bra mottagande för sina insatser. Han repriserade sedan än en gång sin roll som John Wick i John Wick: Chapter 4 (2023). Filmen kritikerrosades och blev en kommersiell framgång. Filmen blev av några kritiker även kallad den "bästa actionfilmen någonsin".

### Senare år
Reeves hade mellan 2021 och 2023 även varit medförfattare på serietidningen BRZRKR. Första numret sålde i 615.000 exemplar.
Reeves gjorde en av rösterna i Sonic the Hedgehog 3 (2024) och repriserade sin roll som John Wick i en spinoff-film som heter From the World of John Wick: Ballerina (2025). Han ska också, tillsammans med Kirsten Dunst medverka i Ruben Östlunds kommande film The Entertainment System is Down.

## Anseende och filantropi

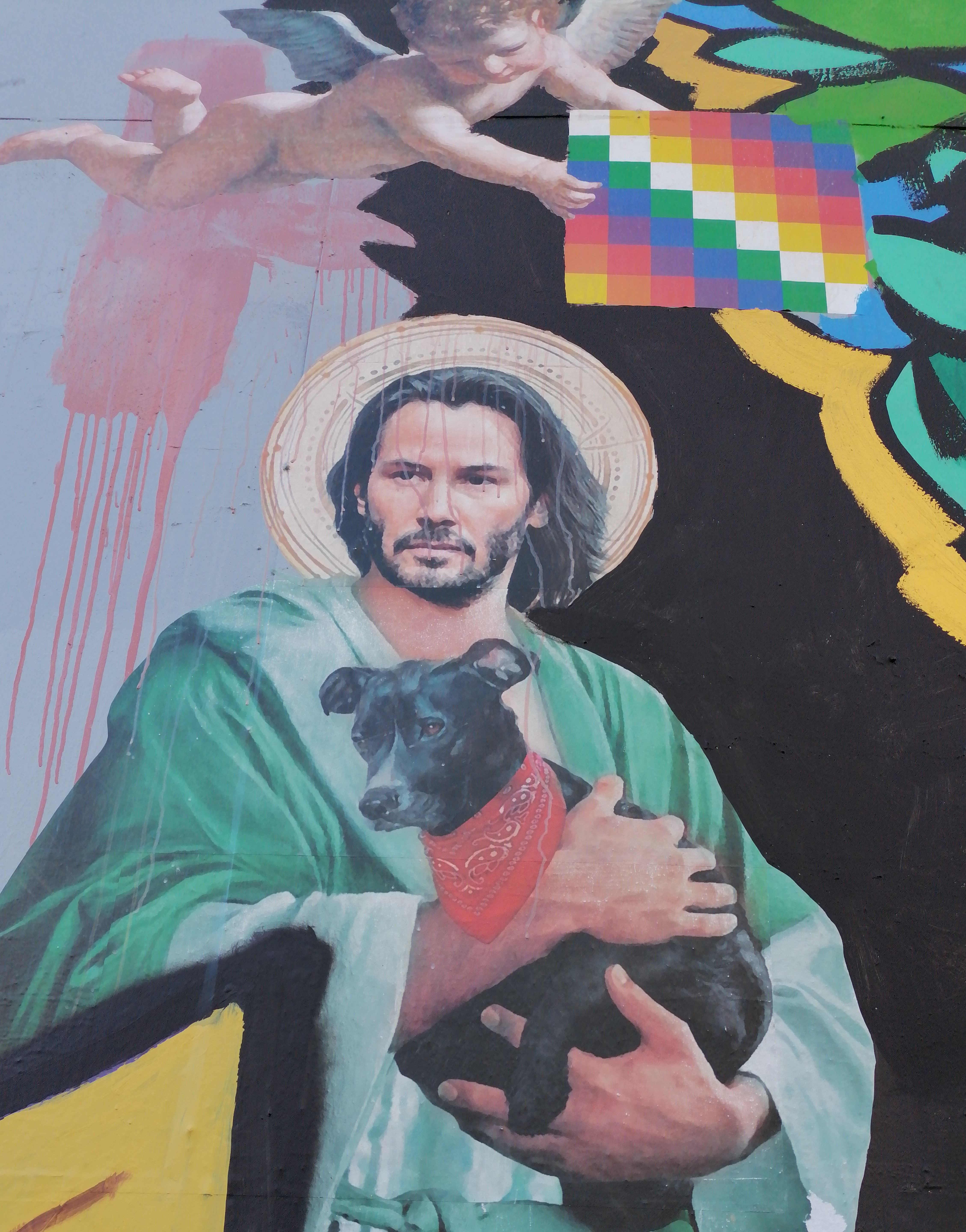
En väggmålning av Keanu Reeves i Santiago de Chile.

Keanu Reeves har många gånger påtalats som en av de mest älskvärda skådespelarna i Hollywood. Förutom att distansera sig från det typiska Hollywoodlivet med stora hus, designerkläder och en lyxig livsstil så har han istället framhävt sina ödmjuka sidor. Han har till exempel ofta gått ner i lön för att en regissör ska kunna ha råd att anställa andra skådespelare som med Al Pacino i Djävulens advokat. Han är också känd för att vara givmild. För att tacka sitt 12-manna stuntteam för ett bra arbete på The Matrix Reloaded gav han allihopa varsin Harley Davidson-motorcykel. När inspelningen av John Wick: Chapter 4 var klar så gav han sitt 4-manna stuntteam varsin personlig Rolex Submariner-klocka. Han betalade resan för alla medverkande på The Matrix Resurrections för att de skulle kunna närvara på premiären av filmen i San Francisco. Han hjälper också till på inspelningar: under inspelningen av John Wick: Chapter 4 spreds ett filmklipp där han bär utrustning uppför trappor. När scenarbetare försöker ta över så insisterar han på att få fortsätta. Internettidningen Buzzfeed placerade 2021 Reeves på en lista som hade titeln "Kändisar med noll hatare".
Reeves anses inte vara en särskilt bra skådespelare utan är tvärtom väldigt begränsad som skådespelare. Han är trots alla sina floppar en skådespelare som inte förlorar jobb efter sina misslyckade filmer som till exempel Johnny Depp eller Ben Affleck. Joe Queenan på The Guardian tror att det beror på Reeves älskvärda sida: "Man vill att det ska gå bra för Keanu. Han är som en lillebror. Publiken ser på Reeves med tillgivenhet istället för vördnad och idolisering".
Reeves är en filantrop och har rykte om sig att skänka stora delar av sin lön till välgörenhet, ofta anonymt. Några summor har aldrig avslöjats och de största summorna har ofta varit missledande rykten som när det ryktades om att han skänkte 80 miljoner dollar till arbetarna på Matrix-filmerna. Däremot har det vittnats om att han skänkte 20 000 dollar till en medarbetare som hade en finansiell kris inom familjen. Han har också startat en cancerfond som finansierar barnsjukhus och forskning på cancer. En fond han startat efter att hans syster haft leukemi.

## Privatliv
Reeves träffade 1998 filmregissören David Lynchs assistent Jennifer Syme. De inledde en relation och 1999 skulle de få barn men det var fosterdött. De slutade då träffas men återförenades igen. 2 april 2001 dog Syme i en bilolycka. Hon begravdes tillsammans med deras barn och Reeves var kistbärare.
Reeves har också haft en romantisk relation med sin livslånga vän Brenda Davis vars barn han är gudfader till. Han har också haft en relation med skådespelerskan China Chow. 2009 lärde Reeves känna konstnären Alexandra Grant. De har publicerat två böcker ihop och 2019 gjorde de sin relation offentlig.
Reeves är intresserad av filosofi. Han hade redan innan han fick rollen som Neo i Matrix (1999) läst Dylan Evans idéer om evolutionspsykologi, som även filmen hämtat inspiration från. Han blev även viral när han 2019 delade sina tankar om döden i The Late Show with Stephen Colbert. På frågan vad Reeves tror händer när vi dör svarade han:
"Jag vet att de som älskar oss kommer att sakna oss"

## Filmografi

### Film
| År   | Titel                                                   | Roll                         | Notering                   |
| ---- | ------------------------------------------------------- | ---------------------------- | -------------------------- |
| 1985 | One Step Away                                           | Ron Petrie                   | Kortfilm                   |
| 1985 | Letting Go                                              | Stereo tonåring              | TV-film                    |
| 1986 | Babes in Toyland                                        | Jack Nimble                  | TV-film                    |
| 1986 | Act of Vengeance                                        | Buddy Martin                 | TV-film                    |
| 1986 | Brotherhood of Justice                                  | Derek                        | TV-film                    |
| 1986 | Youngblood                                              | Heaver                       |                            |
| 1986 | Flying                                                  | Tommy                        |                            |
| 1986 | Under the Influence                                     | Eddie Talbot                 | TV-film                    |
| 1986 | Vid flodens strand                                      | Matt                         |                            |
| 1988 | Dagen efter kvällen före                                | Winston Connelly             |                            |
| 1988 | Permanent Record                                        | Chris Townsend               |                            |
| 1988 | The Prince of Pennsylvania                              | Rupert Marshetta             |                            |
| 1988 | Farligt begär                                           | Le Chevalier Raphael Danceny |                            |
| 1989 | Bill och Teds galna äventyr                             | Theodore 'Ted' Logan         |                            |
| 1989 | Life Under Water                                        | Kip                          | TV-film                    |
| 1989 | Föräldraskap                                            | Tod Higgins                  |                            |
| 1990 | Jag älskar dig till döds                                | Marlon                       |                            |
| 1990 | Crazy Radio Days                                        | Martin Loader                |                            |
| 1991 | Point Break - dödens utmanare                           | Johnny Utah                  |                            |
| 1991 | Bill & Teds galna mardrömsresa                          | Theodore 'Ted' Logan         |                            |
| 1991 | På drift mot Idaho                                      | Scott Favor                  |                            |
| 1992 | Bram Stokers Dracula                                    | Jonathan Harker              |                            |
| 1993 | Mycket väsen för ingenting                              | Don John                     |                            |
| 1993 | Even Cowgirls Get the Blues                             | Julian Gitche                |                            |
| 1993 | Freaked                                                 | Ortiz the Dog Boy            | Cameo                      |
| 1993 | Lille Buddha                                            | Prins Siddhartha             |                            |
| 1994 | Speed                                                   | Jack Traven                  |                            |
| 1995 | Johnny Mnemonic                                         | Johnny Mnemonic              |                            |
| 1995 | En vandring bland molnen                                | Paul Sutton                  |                            |
| 1996 | Efterlyst                                               | Eddie Kasalivich             |                            |
| 1996 | Feeling Minnesota                                       | Jjaks Clayton                |                            |
| 1997 | The Last Time I Committed Suicide                       | Harry                        |                            |
| 1997 | Djävulens advokat                                       | Kevin Lomax                  |                            |
| 1999 | Matrix                                                  | Neo                          |                            |
| 1999 | Me and Will                                             | Sig själv                    | Cameo                      |
| 2000 | The Replacements                                        | Shane Falco                  |                            |
| 2000 | The Watcher                                             | David Allen Griffin          |                            |
| 2000 | The Gift                                                | Donnie Barksdale             |                            |
| 2001 | Ljuva november                                          | Nelson Moss                  |                            |
| 2001 | Hardball                                                | Conor O'Neill                |                            |
| 2003 | The Matrix Reloaded                                     | Neo                          |                            |
| 2003 | The Animatrix                                           | Neo                          | Röstroll                   |
| 2003 | The Matrix Revolutions                                  | Neo                          |                            |
| 2003 | Galen i kärlek                                          | Dr. Julian Mercer            |                            |
| 2005 | Constantine                                             | John Constantine             |                            |
| 2005 | Thumbsucker                                             | Dr. Perry Lyman              |                            |
| 2005 | Ellie Parker                                            | Sig själv                    | Cameo                      |
| 2006 | A Scanner Darkly                                        | Bob Arctor                   |                            |
| 2006 | Huset vid sjön                                          | Alex Wyler                   |                            |
| 2006 | The Great Warming                                       | Berättare                    | Röstroll, dokumentär       |
| 2008 | Street Kings                                            | Detective Tom Ludlow         |                            |
| 2008 | The Day the Earth Stood Still                           | Klaatu                       |                            |
| 2009 | The Private Lives of Pippa Lee                          | Chris Nadeau                 |                            |
| 2010 | Henry's Crime                                           | Henry Torne                  |                            |
| 2012 | Side by Side                                            | Sig själv                    | Dokumentär, även producent |
| 2012 | Generation Um...                                        | John                         |                            |
| 2013 | Man of Tai Chi                                          | Donaka Mark                  | Även regissör              |
| 2013 | 47 Ronin                                                | Kai                          |                            |
| 2014 | John Wick                                               | John Wick                    |                            |
| 2015 | Knock Knock                                             | Evan Webber                  | Även producent             |
| 2015 | Deep Web: The Untold Story of Bitcoin and the Silk Road | Berättare                    | Röstroll, dokumentär       |
| 2015 | Mifune: The Last Samurai                                | Berättare                    | Röstroll, dokumentär       |
| 2016 | Exposed                                                 | Detective Scott Galban       | Även producent             |
| 2016 | Keanu                                                   | Keanu                        | Röstroll, cameo            |
| 2016 | The Neon Demon                                          | Hank                         |                            |
| 2016 | The Bad Batch                                           | The Dream                    |                            |
| 2016 | The Whole Truth                                         | Richard Ramsay               |                            |
| 2017 | To the Bone                                             | Dr. William Beckham          |                            |
| 2017 | John Wick: Chapter 2                                    | John Wick                    |                            |
| 2017 | A Happening of Monumental Proportions                   | Bob                          | Cameo                      |
| 2017 | SPF-18                                                  | Sig själv                    | Cameo                      |
| 2018 | Siberia                                                 | Lucas Hill                   | Även producent             |
| 2018 | Destination Wedding                                     | Frank                        |                            |
| 2018 | Replicas                                                | Will Foster                  | Även producent             |
| 2019 | John Wick: Chapter 3 – Parabellum                       | John Wick                    |                            |
| 2019 | Always Be My Maybe                                      | Sig själv                    |                            |
| 2019 | Toy Story 4                                             | Duke Caboom                  | Röstroll                   |
| 2019 | Between Two Ferns: The Movie                            | Sig själv                    | Cameo                      |
| 2020 | SvampBob: Svamp på rymmen                               | Sage                         |                            |
| 2020 | Bill & Ted Face the Music                               | Theodore 'Ted' Logan         |                            |
| 2021 | The Matrix Resurrections                                | Neo                          |                            |
| 2022 | DC League of Super-Pets                                 | Bruce Wayne / Batman         | Röstroll                   |
| 2023 | John Wick: Chapter 4                                    | John Wick                    | Även producent             |
| 2024 | Sonic the Hedgehog 3                                    | Shadow the Hedgehog          | Röstroll                   |
| 2025 | From the World of John Wick: Ballerina                  | John Wick                    |                            |
| 2026 | The Entertainment System is Down                        |                              |                            |

### TV
| År        | Titel                                 | Roll                      | Notering                                     |
| --------- | ------------------------------------- | ------------------------- | -------------------------------------------- |
| 1984      | Hangin' In                            | Tonårsklient              |                                              |
| 1985      | Night Heat                            | Rånare / Tuffing #1       | 2 avsnitt                                    |
| 1985      | Fast Food                             | Crackers                  |                                              |
| 1986      | The Disney Sunday Movie               | Michael Riley 17 år       | Avsnitt: "Young Again"                       |
| 1987      | Trying Times                          | Joey                      | Avsnitt: "Moving Day"                        |
| 1989      | The Tracey Ullman Show                | Jesse Walker              | Avsnitt: "Two Lost Souls"                    |
| 1990      | Bill & Ted's Excellent Adventures     | Theodore "Ted" Logan      | Röstroll, 13 avsnitt                         |
| 2009      | Bollywood Hero                        | Sig själv                 | Cameo                                        |
| 2016-2018 | Swedish Dicks                         | Tex                       | 13 avsnitt                                   |
| 2020      | A World of Calm                       | Berättare                 | Röstroll, avsnitt: "Living Among Trees"      |
| 2023      | Ride with Norman Reedus               | Sig själv / Speciell Gäst | Avsnitt: "The Utah Desert with Keanu Reeves" |
| 2023      | Brawn: The Impossible Formula 1 Story | Värd                      | 4 avsnitt, även producent                    |